# Astara (Iran)
Pour les articles homonymes, voir Astara.
Pour le Raion (région) en Azerbaijan, voir Astara (raion).
Astara (en persan : آستارا, Āstarā) est une ville située dans la province de Guilan en Iran. 
Située à la frontière de l'Azerbaïdjan, au bord de la mer Caspienne, sur les routes commerciales entre l'Iran et le Caucase, elle est la partie sud de la ville azerbaïdjanaise homonyme et joue un rôle d'important centre commercial.

## Étymologie
Son nom serait dérivé des mots turcs "ast" et "araliq", "basse région", car Astara est située dans une des régions les plus basses de la zone peuplée par les Azéris.
Une autre explication serait que son nom serait dérivé du Persan ou du Talysh آهسته رو, "Aste-ro" ou "Aheste-ro", un endroit où le voyage se ralentit.

## Données statistiques
- Religion : essentiellement l'Islam
- Ethnies : Turc azerbaïdjanais, Azeri, Talysh
- Langues : Azeri